# ملی‌گرایی ژاپنی

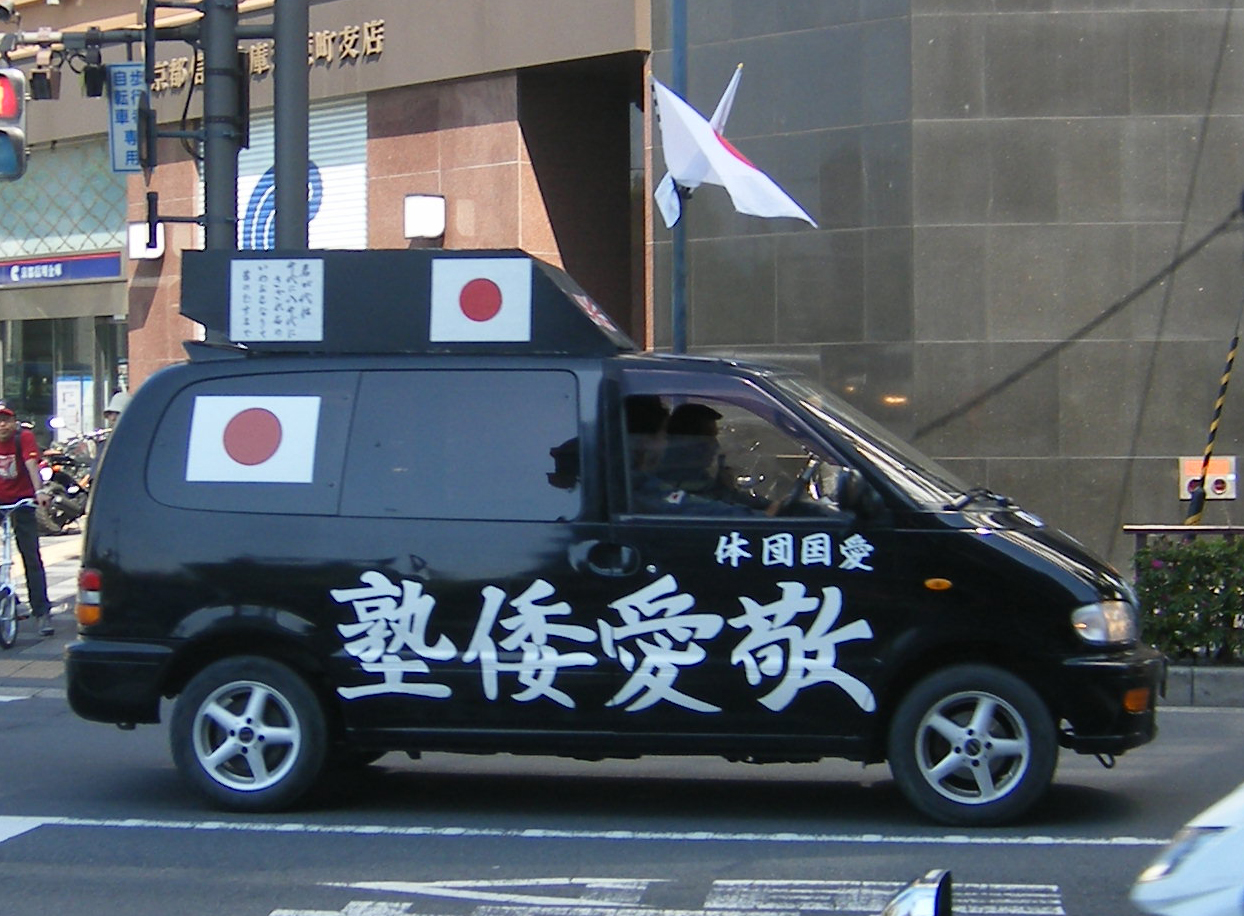
نمایی از یک‌ ون تبلیغاتی ملی‌گرایان راست (اویوکو دانتای) در ژاپن - ۲۰۰۶

ملی‌گرایی ژاپنی (به ژاپنی: 国粋主義)، شین‌تای‌سی نوعی ملی‌گرایی است که ادعا می‌کند مردمان ژاپنی یک ملت یکپارچه با یک فرهنگ تغییرناپذیر واحد هستند و باعث تقویت وحدت فرهنگی ژاپنی‌ها می‌شود. این شامل طیف گسترده‌ای از عقاید و احساسات است که توسط مردم ژاپن در طی دو قرن گذشته در مورد کشور زادگاه خود، ماهیت فرهنگی، شکل سیاسی و سرنوشت تاریخی آن مورد توجه قرار گرفته‌است.